# رودلف فالنتينو
رودلف فالنتينو (بالإنجليزية: Rudolph Valentino)‏ واسمه الأصلي رودلفو دي فالنتينا دانتونغولا (بالإيطالية: Rodolfo di Valentina d'Antonguolla)‏ هو ممثل أمريكي مولود في إيطاليا (6 مايو 1895-23 أغسطس 1926) . اشتهر في عشرينيات القرن العشرين في عهد السينما الصامتة. اشتهر بوسامته، ويضرب به المثل في ذلك.

## أعماله
- زوجتي الرسمية 1914.
- العذراء الغبية 1916.
- سبعة عشر 1916.
- العذراء المتزوجة 1918.
- الضباب 1919.
- المخادع 1920.
- الشيخ 1921.
- خلف الصخور 1922.
- دم ورمال 1922.
- كوبرا 1925.
- ابن الشيخ 1926.

## روابط خارجية
- رودلف فالنتينو على موقع IMDb (الإنجليزية)
- رودلف فالنتينو على موقع الموسوعة البريطانية (الإنجليزية)
- رودلف فالنتينو على موقع روتن توميتوز (الإنجليزية)
- رودلف فالنتينو على موقع مونزينجر (الألمانية)
- رودلف فالنتينو على موقع ألو سيني (الفرنسية)
- رودلف فالنتينو على موقع ميوزك برينز (الإنجليزية)
- رودلف فالنتينو على موقع تيرنر كلاسيك موفيز (الإنجليزية)
- رودلف فالنتينو على موقع أول موفي (الإنجليزية)
- رودلف فالنتينو على موقع قاعدة بيانات الأفلام السويدية (السويدية)
- رودلف فالنتينو على موقع إن إن دي بي (الإنجليزية)